# إيفلين بروشو
إيفلين بروشو هي ممثلة كندية، ولدت في 26 فبراير 1983 بكيبك في كندا.

## أعمال

### أفلام
- (2009) بوليتكنك
- (2012) إن شاء الله
- (2014) تضحية البيدق[6]

### مسلسلات
- اورفان بلاك[7]

## وصلات خارجية
- إيفلين بروشو على موقع IMDb (الإنجليزية)
- إيفلين بروشو على موقع قاعدة بيانات الأفلام العربية
- إيفلين بروشو على موقع ألو سيني (الفرنسية)
- إيفلين بروشو على موقع ميوزك برينز (الإنجليزية)
- إيفلين بروشو على موقع أول موفي (الإنجليزية)
- إيفلين بروشو على موقع قاعدة بيانات الفيلم (الإنجليزية)
- إيفلين بروشو على موقع كينوبويسك (الروسية)